# قصبة بني سحيم (أرحب)

تعديل مصدري - تعديل

قصبة بني سحيم هي إحدى قرى عزلة المنصور بمديرية أرحب التابعة لمحافظة صنعاء، بلغ تعداد سكانها 310 نسمة حسب تعداد اليمن لعام 2004.